# 山極壽一
山極 寿一（やまぎわ じゅいち、1952年〈昭和27年〉2月21日 - ）は、日本の人類学者（人類学・生態環境生物学）、霊長類学者。学位は、理学博士（京都大学・1987年）。京都大学名誉教授、総合地球環境学研究所所長。
日本学術振興会奨励研究員、財団法人日本モンキーセンターリサーチフェロー、京都大学霊長類研究所助手、京都大学大学院理学研究科教授、京都大学大学院理学研究科研究科長、京都大学理学部学部長、京都大学総長（第26代）、一般社団法人国立大学協会会長（第26代）、日本学術会議会長（第29代）などを歴任した。
京都大学大学院理学研究科博士課程修了。専攻は人類進化学。特にゴリラの生態から、人類の起源を探究する。霊長類学の観点から現代社会の問題も論じる。著書に『森の巨人』（1983年）、『ゴリラとヒトの間』（1993年）、『家族進化論』（2012年）など。

## 概要
東京都出身の人類学者、霊長類学者にして、ゴリラ研究の第一人者である。京都大学理学研究科教授を経て、京都大学総長に就任し、2020年9月30日をもって、任期を終え、退任した。日本学術会議では「安全保障と学術に関する検討委員会」委員を務めており、会長にも就任した。

## 来歴

### 生い立ち
東京都出身。国立市立国立第一中学校、都立国立高校を経て、京都大学理学部卒、同大学院理学研究科博士課程修了。理学博士（1987年）。

### 人類学者として
カリソケ研究センター客員研究員、日本モンキーセンターリサーチフェロー、京都大学霊長類研究所助手、京都大学大学院理学研究科助教授、同教授を経て、2014年7月3日に京都大学で行われた教職員による投票（意向調査）で山極が1位となり、翌日の4日の学長選考会議で正式に学長になることが決まった。
2014年10月1日より総長に就任。京都大学の総長としては初の戦後生まれの総長となった。

## 人物
- 河合隼雄学芸賞選考委員[6]などを務めている。
- 伊谷純一郎を師とし、人類進化論を専攻、ゴリラを主たる研究対象として人類の起源を探る。[要出典]
- 病理学者で人工癌研究のパイオニアとして知られる山極勝三郎は遠縁にあたる[7]。

## 著書
- 『森の巨人』（歩書房、1983年）
- 『ゴリラ 森に輝く白銀の背』（平凡社、1984年）
- 『おはようちびっこゴリラ』（新日本出版社(新日本動物植物えほん)）1988
- 『ゴリラとヒトの間』（講談社現代新書、1993年）
- 『家族の起源 父性の登場』（東京大学出版会、1994年）
- 『サルはなにを食べてヒトになったか 食の進化論』（女子栄養大学出版部、1994年）
- 『ゴリラの森に暮らす アフリカの豊かな自然と知恵』（NTT出版、1996年）
- 『父という余分なもの サルに探る文明の起源』（新書館、1997年）のち新潮文庫 2015 解説:鷲田清一
- 『ゴリラ雑学ノート 「森の巨人」の知られざる素顔』（ダイヤモンド社、1998年）
- 『ジャングルで学んだこと ゴリラとヒトの父親修業』（フレーベル館、1999年）
- 『ゴリラとあかいぼうし』（福音館書店、2002年）
- 『オトコの進化論 男らしさの起源を求めて』（ちくま新書、2003年）
- 『ゴリラ』（東京大学出版会、2005年）
- 『サルと歩いた屋久島』（山と溪谷社(ネイチャー・ストーリーズ)、2006年）
- 『お父さんゴリラは遊園地』（新日本出版社(ドキュメント地球のなかまたち)、2006年）
- 『暴力はどこからきたか 人間性の起源を探る』（日本放送出版協会(NHKブックス)、2007年）
- 『人類進化論 霊長類学からの展開』（裳華房、2008年）
- 『家族進化論』（東京大学出版会、2012年）
- 『「サル化」する人間社会』（集英社インターナショナル 知のトレッキング叢書 2014年）
- 『ゴリラが胸をたたくわけ』阿部知暁絵（福音館書店 たくさんのふしぎ傑作集 2015年）
- 『京大式おもろい勉強法（朝日新書 2015年）のち文庫
- 『ゴリラからの警告「人間社会、ここがおかしい」』（毎日新聞出版、2018年）のち文庫
- 『京大総長、ゴリラから生き方を学ぶ』（朝日新聞出版、2020年）
- 『人生で大事なことはみんなゴリラから教わった』（家の光協会、2020年）
- 『京大というジャングルでゴリラ学者が考えたこと』（朝日新書、2021年）
- 『猿声人語 -進化の途上でこの社会を考える-』（青土社、2022年）
- 『共感革命 社交する人類の進化と未来』（河出新書、2023年）
- 『森の声、ゴリラの目 人類の本質を未来へつなぐ』（小学館新書、2024年）
- 『争いばかりの人間たちへ ゴリラの国から』（毎日新聞出版、2024年）
- 『老いの思考法』（文藝春秋、2025年）

### 共著・共編著
- 『ニホンザルの自然社会 エコミュージアムとしての屋久島』（高畑由起夫共編著、京都大学学術出版会、2000年)
- 『人間性の起源と進化』（西田正規・北村光二共編、昭和堂、2003年)
- 『世界遺産屋久島 亜熱帯の自然と生態系』（大澤雅彦・田川日出夫共編、朝倉書店、2006年)
- 『いま「食べること」を問う』（伏木亨共編著、サントリー次世代研究所編、農山漁村文化協会、2006年)
- 『ヒトはどのようにしてつくられたか』（岩波書店(シリーズヒトの科学)2007
- 『日高敏隆の口説き文句』（小長谷有紀共編著、岩波書店、2010年）
- 写真・文、田中豊美画『ゴリラ図鑑』文渓堂、2008年。ISBN 9784894236110。
- 『〈こころ〉はどこから来て、どこへ行くのか』河合俊雄,中沢新一,広井良典,下條信輔共著 岩波書店 2016
- 『ゴリラは戦わない 平和主義、家族愛、楽天的』小菅正夫共著 中公新書ラクレ 2017
- 『僕たちが何者でもなかった頃の話をしよう』山中伸弥,羽生善治,是枝裕和,永田和宏共著 文春新書 2017
- 『都市と野生の思考』鷲田清一共著 集英社インターナショナル新書 2017
- 『日本の人類学』尾本恵市共著 ちくま新書 2017
- 『ゴリラの森、言葉の海』小川洋子共著 新潮社 2019 のち文庫 2021
- 『人類の起源、宗教の誕生: ホモ・サピエンスの「信じる心」が生まれたとき』小原克博共著 平凡社新書 2019
- 『「言葉」が暴走する時代の処世術』太田光共著 集英社新書 2019
- 『虫とゴリラ』養老孟司共著 毎日新聞出版 2020 のち文庫 2022
- 『動物たちは何をしゃべっているのか?』鈴木俊貴共著 集英社 2023

## 論文
- 国立情報学研究所収録論文 国立情報学研究所

## 受賞
- 大同生命地域研究奨励賞（2006年）
- 日本人類学会賞功労賞（2018年）
- 南方熊楠賞（自然科学の部・2021年）
- 京都府文化賞特別功労賞（2022年）

## メディア出演

### テレビ
- 久米宏 経済スペシャル（テレビ東京）
- NHKアカデミア「山極壽一 人類学者 生きるヒントが、ここに。」（2022年10月25日、NHK Eテレ）[8]
- サンデーモーニング（2023年8月13日、TBS）

### ラジオ
- News Sapiens（2021年4月 -、TOKYO FM）